# Bach (Austria)
Bach (fino al 1854 Stockach) è un comune austriaco di 629 abitanti nel distretto di Reutte, in Tirolo.